# Detrito
Detrito o detritus (del latín detrītus, "desgastado") es el resultado de la descomposición de una masa sólida en partículas. Se utiliza, especialmente en plural (detritos) y como adjetivo (detrítico), en pedología y en medicina.

## En biología
En biología son residuos, generalmente sólidos permanentes, que provienen de la descomposición de materia orgánica (vegetales y animales). Es materia muerta.

## En geología
En geología, es el llamado material suelto o sedimento de rocas. Son los productos de la erosión, el transporte, la meteorización —química y física— y de los procesos diagenéticos (procesos geológicos externos). El material detrítico se acumula en zonas de topografía deprimida llamadas cuencas sedimentarias. Los sedimentos depositados forman lo que se llama rocas sedimentarias (diagénesis). Un material detrítico típico y muy conocido son las arcillas, que son producto de la meteorización química de los feldespatos. Cabe destacar que las arcillas son minerales de grano fino con estructuras laminares similares a las micas. La palabra arcilla designa al tamaño de un clasto que constituyen las rocas sedimentarias detríticas, y también se utiliza para designar al mineral de arcilla (no todos los sedimentos de tamaño arcilloso están compuestos por minerales de arcilla).